# Oberonia finisterrae
Oberonia finisterrae är en orkidéart som beskrevs av Rudolf Schlechter. Oberonia finisterrae ingår i släktet Oberonia och familjen orkidéer. Inga underarter finns listade i Catalogue of Life.